# Bulbophyllum acutispicatum
Bulbophyllum acutispicatum là một loài phong lan thuộc chi Bulbophyllum.